# Phyllanthus emblica
A Phyllanthus emblica, conhecida como sarandi, emblica,, emblica mirobalam, mirobalam, groselha indiana, arvore malaca, ou amla do Sânscrito amalaki e uma arvore decíduo da família Phyllanthaceae. É conhecida por seu fruto comestível do mesmo nome. É uma árvore de porte pequeno nativa da Ásia tropical e cultivada como medicinal.

## Morfologia e colheita da planta
A árvore é de tamanho pequeno a médio, atingindo 1 a 8 metros de altura. Os ramos não são desprovidos de pelos glabrosos ou cobertos com pelos finos, 10 e 20 cm de comprimento, geralmente de folhas caducas; As folhas são simples, subsessilas e ajustadas ao longo dos ramos, verde claro, parecidas com folhas pinadas. As flores são de amarelo esverdeado. O fruto é quase esférico, amarelo claro e esverdeado, bastante liso e duro na aparência, com seis listras verticais ou sulcos.
Ao amadurecer no outono, as bagas são colhidas manualmente depois de escalar os galhos superiores com os frutos. No gosto da população da Índia é azedo, amargo e adstringente, e é bastante fibroso. Na Índia, é comum comer emblica mergulhado em água salgada e pó de pimenta vermelha para tornar as frutas azedas palatáveis.

## Significado cultural e religioso

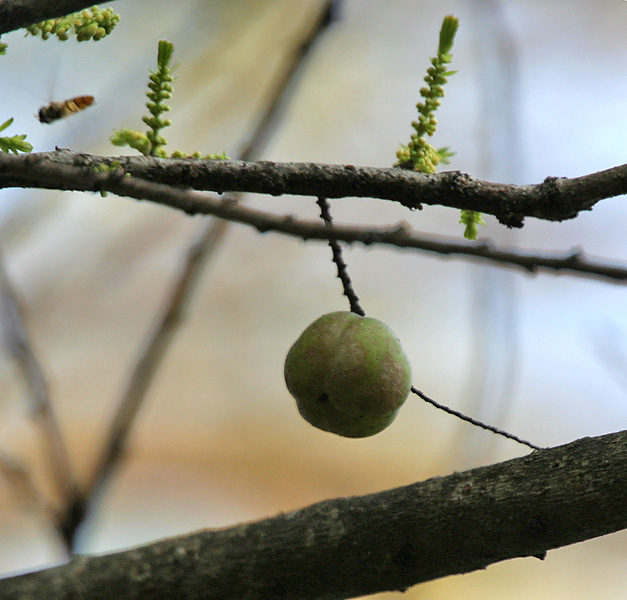
Frutas com folhas jovens e botões de flores.

A árvore é considerada sagrada pelos hindus como Deus Vishnu que acreditam habitar nele. A árvore é adorada em Amalaka Ekadashi (Índia).